# Печенюги
Печеню́ги (укр. Печенюги) — село в Новгород-Северском районе Черниговской области Украины. Население — 603 человека. Занимает площадь 2,65 км².
Почтовый индекс: 16040. Телефонный код: +380 (4658).
Около села находится исток реки Рванец (Ирва́нец).

## Власть
Орган местного самоуправления — Печенюжский сельский совет. Почтовый адрес: 16040, Черниговская обл., Новгород-Северский р-н, с. Печенюги, ул. Центральная, 73а.